# Mestosoma semirugosum
Mestosoma semirugosum är en mångfotingart som först beskrevs av Pocock 1888.  Mestosoma semirugosum ingår i släktet Mestosoma och familjen orangeridubbelfotingar. Inga underarter finns listade i Catalogue of Life.